# Deroceras laeve
Deroceras laeve е вид коремоного от семейство Agriolimacidae.

## Разпространение
Първоначално, видът е бил разпространен само от субполярните зони до южните покрайнини в Палеарктика. Днес този вид е пренесен из целия свят, с изключение на Антарктида, както и на тихоокеанските и тропически острови като Нова Гвинея.